# Marko Burzanović
Marko Burzanović (in serbo Марко Бурзановић?; Podgorica, 13 gennaio 1998) è un calciatore montenegrino, centrocampista del Kom.

## Biografia
Ha anche due fratelli, Igor e Goran, anch'egli calciatore.

## Carriera

### Club
Il 25 luglio 2019 viene acquistato a titolo definitivo dalla squadra armena del P'yownik.
In totale conta 8 presenze nella prima divisione croata e 2 presenze nella prima divisione armena, esordendo anche nelle competizioni internazionali per club con 11 presenze complessive nei turni preliminari delle coppe europee.

### Nazionale
Ha giocato nelle nazionali giovanili montenegrine Under-17 ed Under-19.